# Hadena boliviana
Hadena boliviana là một loài bướm đêm trong họ Noctuidae.